# Ohýbání
Ohýbání (flexe) je modifikace tvarů slova (přesněji lexému), kterými se vyjadřují mluvnické kategorie, jako je např. pád, číslo, rod, čas, osoba atd. U slov, která se ohýbají, se vždy určitý tvar považuje za základní (lemma).
Jednotlivá slova (případně slovní druhy) se rozlišují na ohebná a neohebná podle toho, zda vyjadřují mluvnické kategorie pomocí flexe.
U ohebných slov existují dva typy flexe:
- skloňování (deklinace) – obvykle u podstatných jmen, přídavných jmen, zájmen a číslovek;
- časování (konjugace) – u sloves.

Flexe se hojně využívá ve flektivních, aglutinačních a introflektivních jazycích.